# Selección de polo de Guatemala
La Selección de polo de Guatemala es el conjunto que representa a Guatemala en las competencias internacionales de polo. Esta selección, que es una de las más fuertes de América Central, ha participado en dos fases finales del Campeonato Mundial de Polo, pero nunca ha superado la primera ronda. 
Su primera participación mundialista fue en el Campeonato Mundial de Polo de 1992, disputado en Santiago de Chile. El conjunto centroamericano terminó en el sexto y último puesto de la competencia. 
Su segunda, y última participación mundialista, fue en el Campeonato Mundial de Polo de 1998. El Campeonato Mundial se realizó en Estados Unidos y quedó eliminada en primera ronda. Después de esa participación el conjunto guatemalteco no ha logrado disputar otra fase final de la Copa de Mundo.

## Resumen mundialista
| Campeonato Mundial de Polo | Campeonato Mundial de Polo | Campeonato Mundial de Polo | Campeonato Mundial de Polo | Campeonato Mundial de Polo | Campeonato Mundial de Polo |
| -------------------------- | -------------------------- | -------------------------- | -------------------------- | -------------------------- | -------------------------- |
| 1987:                      | No clasificó               | 1989:                      | No clasificó               | 1992:                      | Primera fase               |
| 1995:                      | No clasificó               | 1998:                      | Primera fase               | 2001:                      | No clasificó               |
| 2004:                      | No clasificó               | 2008:                      | No clasificó               | 2011:                      | No clasificó               |
| 2015:                      | No clasificó               | 2017:                      | No clasificó               |                            |                            |